# Ян Неруда
Ян Неруда (на чешки: Jan Nepomuk Neruda, 9 юли 1834 – 22 август 1891) е чешки поет и белетрист. Творбите му са наситени с остро социално съдържание. Майстор на краткия разказ. Автор е на над 2000 фейлетона, комедии и драми. Представител на критическия реализъм.

## Биография
Роден е през 1834 г. в Прага в семейството на търговец на хранителни стоки, който живее в Прага в квартал Мала страна. Първо живее на ул. „Уезд“, а по-късно семейството му се премества на улица „Острухова“ (днес наречена „Нерудова“). Семейството притежава къщата U Dvou Slunců („При двете слънца“) и се премества там, когато Ян е на четири години.
Обучението на Ян започва през 1845 г. в гимназията в Мала страна, а след това през 1850 г. в Академичната гимназия в Клементинум. Сред любимите му писатели по това време са Хайнрих Хайне, Джордж Байрон, Уилям Шекспир, Карел Маха или Вацлав Небески. След завършването си се опитва да учи право, но не успява. Работи като чиновник, но тази работа не му допада. По-късно Ян решава да учи в университета. Там изучава философия и филология, а след това работи като преподавател до 1860 г., когато започва работа в местен вестник като журналист и писател на свободна практика.
Започва кариерата си като журналист във вестник Národní listy, която после продължава в Obrazy života и Čas. Неруда също така сътрудничи на списанията Květy и Lumír. Става водач на литературното поколение (Каролина Светла, Витезслав Халек, Адолф Хейдук, Карел Сабина и др.), което иска да продължи традицията на наследството на Карел Маха. Писателите публикуват произведенията си в алманаха „Май“, откъдето идва и прозвището им майовци.
През 1871 г. Неруда е обявен за Предател на нацията. По това време прекарва известно време в чужбина, обикаляйки Италия, Гърция, Германия, Унгария, Египет. Опитва да записва всичките си наблюдения.

## Личен живот
Неруда е самотен и затворен човек. Той никога не се жени, но има близки отношения с Ана Холинова и Каролина Светла. Холинова е първата му любов. Много от поемите му са предназначени за нея. Благодарение на баща ѝ, Неруда се среща с Божена Немцова и Карел Ербен, известни чешки автори.
Втората му любов е писателката Каролина Светла. Тя също така го подкрепя финансово. Когато Неруда е изправен пред парични проблеми, тя продава скъпоценната си брошка и му заема парите. По-късно съпругът ѝ, Петър Мужак, открива това и принуждава Ян да спре връзката със съпругата му. Той също така трябва да му предаде всички писма между двамата. Тези писма по-късно стават основата за филма „Příběh lásky a cti“ („История на любов и чест“).
Неруда поддържа близки отношения с майка си. Нейната смърт през 1869 г. силно му повлиява, като след това събитие неговите творби стават по-тъжни и меланхолични.

## Кариера
В своя първи сборник със стихове – „Гробищни цветя“ (1857 г.), Неруда отразява действителността, но като цяло, в своите трудове Неруда популяризира основно идеята за възраждането на чешкия патриотизъм. Той участва във всички основни културни и политически борби на времето си, и придобива и репутацията на чувствителен критик. Неруда става, заедно с Витезслав Халек, най-видният представител на новите литературни тенденции.

## Смърт
От 1880 г., когато започва да страда от възпаление на вените, Неруда е преследван до смъртта си от редица заболявания. През 1888 г., той се подхлъзва на лед през зимата и си строшава капачката на коляното – тогава той дори не е в състояние да отива до редакцията на вестника. От 1883 г. до смъртта си живее на улица „Владиславова“ 1382/14 в Нове место, Прага.
Ян Неруда умира на 22 август 1891 г. от чревно възпаление, причинено от рак на дебелото черво. Погребан е във Вишехрадското гробище в Прага. Погребението му става повод за проява на националното чувство в Чехия. След смъртта му на негово име е наречена една от улиците на града.

## Творчество
- „Гробищни цветя“ – стихосбирка – 1858 г.
- „Арабески“ – сборник разкази – 1864 г.
- „Разни хора“ – сборник разкази – 1864 г.
- „Космически песни“ – стихосбирка – 1878 г.
- „Малострански разкази“ – сборник разкази – 1878 г.
- „Балади и романси“ – стихосбирка – 1883 г.